# Beagle (hundras)
Beagle är en hundras från Storbritannien. Den är en liten drivande hund av braquetyp som står nära foxhound och harrier och är vanlig som sällskapshund. I en undersökning 2012/2013 utnämndes beaglen till en av världens tio populäraste hundraser.
Beaglen framavlades främst för att spåra och driva hare.

## Historia
Beaglen är första gången omnämnd i skrift under 1400-talet. Man tror att namnet kan komma av det keltiska ordet beag som betyder liten eller av medelengelskans begle som i sin tur kommer av fornfranskans beegueule som betyder skrikhals. Fram till slutet av 1800-talet var beaglarna av väldigt olika typ. Renaveln av den typ vi känner idag vidtog i samband med att den brittiska rasklubben bildades 1890, två år efter USA:s.

## Egenskaper
I hemlandet används beaglen i större koppel (pack), upp till ett tjugotal hundar ledda av en "Master", till jakt efter hare. Räv jagades med s.k. foxhounds och då med ett flertal jägare till häst. Jägare med beaglekoppel gick till fots (beagling). Den moderna svenska beaglen är i första hand en s.k. långsamdrivande jakthund, vilket innebär att den spårar upp vilt och genom skallgivning följer viltets löpa. Beaglens vilt framför allt är hare, men den används också för rådjur och räv. För att få högre utmärkelser på hundutställning måste en beagle ha meriter från jaktprov för drivande hund. Beaglen fungerar även utmärkt som sällskapshund, men man skall tänka på att den är motionskrävande och har jaktinstinkt.

## Utseende

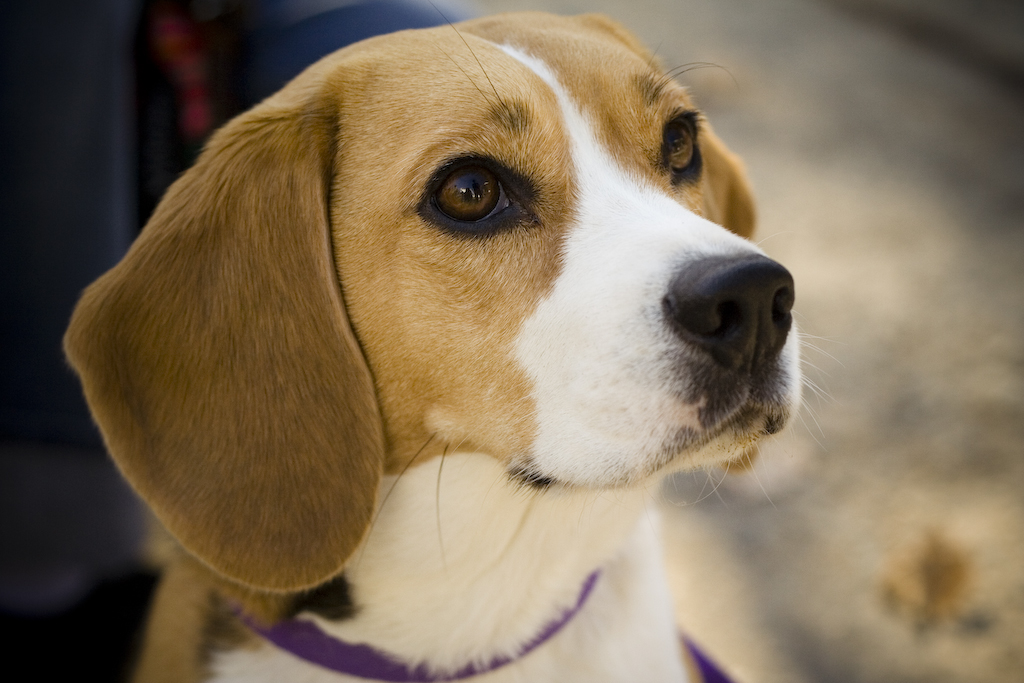

Till skillnad från andra lågbenta drivande hundar, till exempel drever eller basset, är beaglen inte lågställd utan närmast kvadratisk. Enligt rasstandarden skall beaglen vara kompakt byggd och ge intryck av livlighet och styrka. Mankhöjden får inte underskrida 33 cm och maxhöjden är 41 cm.
Beaglen kan ha många färger, enligt rasstandarden är dock de som är leverfärgade med vita tecken inte rastypiska. Den kanske vanligast förekommande färgen på beagle är brun och vit med svart rygg/sadel. Den yttersta svansspetsen skall vara vit. Tvåfärgade beaglar svart/vit ljusbrun/vita är inte ovanliga. Helt vita beaglar, korrekta enligt rasstandarden, ser man däremot mycket sällan.

## I fiktion
Beaglar har förekommit i film, TV och serietidningar. Seriefiguren Snobben i serien med samma namn är en beagle. Björnligan i Kalle Ankas värld heter på engelska "Beagle Boys". En beagle har också huvudrollen i filmen Underdog.